# 其多山洞穴岩画
其多山洞穴岩画，位于西藏自治区那曲地区班戈县，是新石器时代至唐的洞穴岩画。

## 简介
其多山洞穴岩画位于纳木错的西岸。是D型赭色涂绘风格岩画中最为重要的岩画点之一。岩画分布在其多山上的两个天然洞穴中。全部岩画均用红色颜料绘制。其一号洞穴共计绘有动物、人物、符号等图像200余个，为多次绘成。
其多山洞穴岩画有许多已成经典的图像，其中一幅狩猎野牦牛图，画有猎人徒步猎取野牦牛的场面。两头相向的野牦牛体形巨大，与其上方正观望的三位猎人的身形呈现极大反差。两头野牦牛均已中箭，左侧牦牛俯首，右侧牦牛昂首，因为疼痛，二者或双角竖起进行挣扎，或尾巴翘起四肢僵直。准确的躯体轮廓和肢体语言将牦牛临死前的痛苦表现得非常到位。为表现箭剌穿野牦牛厚厚的皮肤，作者将牦牛的身躯画成皮肉双层。上方的几位猎手虽身量很小，却显得自信并带张力。
其多山洞穴岩画中，有一幅绘有一头背部中箭的野牦牛，箭端已深入野牦牛体内，该画面展现了狩猎者的丰富经验及对动物特性的了解。富有经验的猎手懂得，只要射中动物背部，令其脊椎受伤，动物很快便丧失奔跑能力。